# Nippocryptus rufofemoratus
Nippocryptus rufofemoratus là một loài tò vò trong họ Ichneumonidae.